# Deez Nuts
Deez Nuts is een Australische hardcore punkband uit Melbourne. De band werd opgericht in 2007. De band is ontstaan na het uiteenvallen van de band I Killed the Prom Queen, waar JJ Peters lid van was.

## Bandleden
- JJ Peters – Zang (2007–)
- Matt Rogers – Gitaar (2010-)
- Alex Salinger – Drums (2010–)

### Ex-bandleden
- Stuart Callinan – Gitaar (2008–2010)
- Ty Alexander – Drums (2008–2010)
- Jon Green – Basgitaar (2010–2014)
- Roman Koester – Basgitaar (2009-2010)
- Sean Kennedy – Basgitaar (2008–2009, 2014-2021, overleden)

## Discografie

### Albums
- Stay True (2008)[2]
- This One's for You (2010)
- Bout It! (2013)[3]
- Word Is Bond (2015)[4]
- Binge & Purgatory (2017)[5]

### Ep's
- Rep Your Hood (2007)